# كولي (رواية)
كولي هي رواية بقلم ملك راج أناند نُشرت لأول مرة عام 1936، وهو الكتاب الثاني لملك راج أناند، عزز هذا الكتاب مكانته كواحد من أبرز المؤلفين الإنجليز في الهند. ينتقد الكتاب بشدة الحكم البريطاني في الهند والنظام الطبقي في الهند. تدور أحداث الكتاب حول الصبي مونو البالغ من العمر 14 عامًا، ومحنته بسبب الفقر والاستغلال بمساعدة الكيانات الاجتماعية والسياسية القائمة. يحاول أناند هنا كسر أسلوب الحياة التقليدي.
وفي عام 2004، أطلق رئيس الوزراء الهندي مانموهان سينغ طابع تذكاري تتضمن هذا الكتاب.